# Пастино (Терамо)
Пастино (итал. Pastino) је насеље у Италији у округу Терамо, региону Абруцо.
Према процени из 2011. у насељу је живело 19 становника. Насеље се налази на надморској висини од 520 м.